# Серезліївська волость
Серезліївська волость — історична адміністративно-територіальна одиниця Єлизаветградського повіту Херсонської губернії із центром у селі Серезліївка.
Станом на 1886 рік складалася з 21 поселень, 24 сільських громад. Населення — 4730 осіб (2533 чоловічої статі та 2197 — жіночої), 704 дворових господарства.
|                     | Площа, десятин | У тому числі орної, дес. |
| ------------------- | -------------- | ------------------------ |
| Сільських громад    | 2976           | 2975                     |
| Приватної власності | 15495          | 8786                     |
| Казенної власності  | —              | —                        |
| Іншої власності     | 70             | 30                       |
| Загалом             | 18541          | 11791                    |

Основні поселення волості:
- Серезліївка — колишнє власницьке село при річці Кочарлик за 110 верст від повітового міста, 214 осіб, 61 дворове господарства, православна церква, школа. За 6 верст — єврейський молитовний будинок.
- Іванівка (Ржева, Кирьякова) — колишнє власницьке село при річці Торговичка, 177 осіб, 40 дворових господарств, винокурний завод, винний склад.
- Мар'янівка — колишнє власницьке містечко при урочищі безіменному, 285 осіб, 43 дворових господарств, єврейський молитовний будинок, 17 лавок, постоялий двір, торжок.

Наприкінці 1880-х років волость ліквідовано, населені пункти увійшли до складу Тишківської волості.